# Gyges van Lydië
Gyges, een zoon van Daskylos, was koning van Lydië van 685 v.Chr. tot 644 v.Chr. (of 652 v.Chr.). Hij was de eerste koning van de dynastie van de Mermnaden.

## Legende

### Begin
Herodotus (Hist.I 8-12) beweerde dat Gyges eerst werkte als bewaker van de toenmalige koning Candaules. Candaules vertelde hem meermaals dat hij een prachtige vrouw had. Omdat Candaules vermoedde dat Gyges hem niet geloofde, stelde hij voor dat Gyges zich 's nachts achter de deur in de slaapkamer zou verstoppen. Als hare majesteit haar kleren zou uittrekken, zou hij haar naakte schoonheid kunnen aanschouwen en toegeven dat ze de mooiste was. Daarna moest Gyges wegsluipen en zo dat ze hem niet zou zien.

### Uitvoering

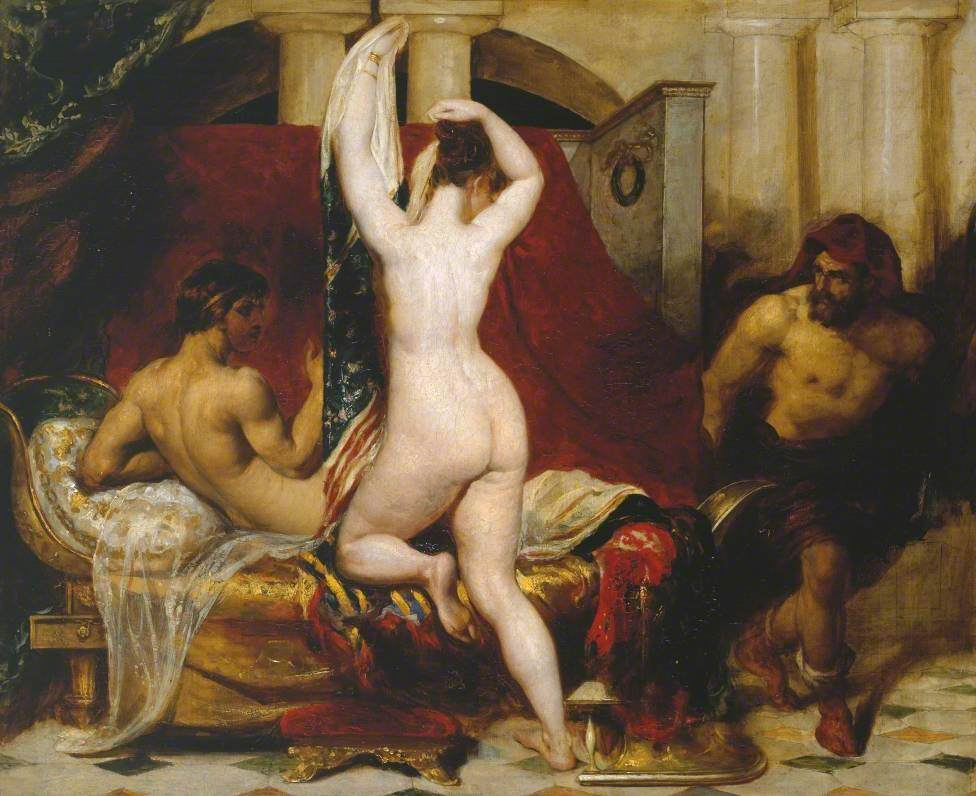
William Etty, Gyges ziet de koningin

Hoewel Gyges fel protesteerde (dat is tegen alle fatsoensnormen in) had hij geen keus. Die nacht verborg Gyges zich achter de deur. De koningin ontkleedde zich en keerde zich naar het bed. Toen Gyges daarop wilde wegsluipen zag ze hem echter.

### Reactie
De dag daarop ontbood ze Gyges en zei dat hij kon kiezen: hij zou moeten sterven voor wat hij niet had mogen zien, of hij moest Candaules, haar man, vermoorden omdat die haar deze schande had aangedaan.
Daarna zou Gyges met haar mogen huwen. Gyges koos voor de tweede optie. 's Nachts werd Candaules vermoord op de plaats waar hij haar te schande had gemaakt. Zo werd Gyges koning van Lydië.